# Roy Schuiten
Roy Schuiten, född den 16 december 1950 i Zandvoort, död den 19 september 2006 i Carvoeiro, var en nederländsk tävlingscyklist som var professionell från 1974 till 1982. Han var en tempospecialist och vann såväl de individuella tempoloppen Grand Prix des Nations (1974 och 1975), GP Lugano (1975) och GP Forli (1979), som parloppet Trofeo Baracchi (1974 och 1979), utöver tempoetapper i flera stora etapplopp, men dock ej i någon Grand Tour. Han hade även framgångar i linjelopp och högst upp på meritlistan bland dessa ligger segern i Rund um den Henninger Turm 1975. På bana kom förmågan att kunna hålla ett jämnt och högt tempo väl till pass i individuellt förföljelselopp, en disciplin i vilken han blev världsmästare 1974 och 1975 (och därtill VM-tvåa 1976 och 1978) och nederländsk mästare sex gånger. På vintrarna körde han även sexdagarslopp och vann i Berlin 1974 (med René Pijnen som partner) och tog en podieplats vid ytterligare åtta tillfällen. 
Som amatör representerade Schuiten sitt hemland i förföljelseloppen både individuellt som för lag vid Olympiska spelen 1972, men blev utslagen i kvartsfinal i båda disciplinerna. Den 3 december samma år satte han nytt amatörvärldsrekord på fyra kilometer med stående start inomhus då han körde sträckan på 4'53,52" (det stod sig till juli 1976 då Orfeo Pizzoferrato körde på 4'53,18").
Efter karriären var Schuiten en kort tid under 1986 sportdirektör för cykelstallet PDM-Concorde, men det var inte framgångsrikt så han blev friköpt från anställningskontraktet och i stället öppnade han en restaurang i portugisiska Carvoeiro för pengarna. Tjugo år senare avled han av en akut magblödning.

## Meriter – landsväg
| 1974 Vinnare av Grand Prix des Nations (ITT) Vinnare av Trofeo Baracchi med Francesco Moser Vinnare totalt av Étoile des Espoirs Vinnare av etapperna 2a och 2b (ITT) 5:a i GP du canton d'Argovie 8:a i Scheldeprijs 1975 Vinnare av Grand Prix des Nations (ITT) Vinnare av Rund um den Henninger Turm Vinnare totalt av Tour d'Indre-et-Loire Vinnare av etapp 2b (ITT) Vinnare av GP Lugano (ITT) Vinnare av etapp 4 (ITT) i Étoile des Espoirs 2:a i Circuit des Frontières 4:a totalt i Vuelta a Andalucia 4:a totalt i Dunkerques fyradagars 7:a i GP du canton d'Argovie 10:a i Dwars door België 1976 Vinnare totalt av Tour Méditerranéen Vinnare av etapperna 1 och 2b (ITT) Vinnare av GP du canton d'Argovie Vinnare av etapp 6b i (ITT) Criterium du Dauphiné Libéré 2:a i Grand Prix des Nations (ITT) 2:a i Trofeo Baracchi med Francesco Moser 3:a totalt i Tour d'Indre-et-Loire 8:a i Amstel Gold Race | 1977 Vinnare av etapp 5a i Paris–Nice Vinnare av etapp 5b (ITT) i Dunkerques fyradagars 3:a totalt i Tour de l'Aude 4:a i Trofeo Baracchi med Gianbattista Baronchelli 1978 Vinnare av Trofeo Baracchi med Knut Knudsen Vinnare av etapp 1 i Ruota d'Oro 2:a i GP Forli (ITT) 4:a i GP Lugano (ITT) 1979 Vinnare av GP Forli (ITT) 4:a i Grand Prix des Nations (ITT) 6:a i Trofeo Baracchi med Jørgen Marcussen 1981 Vinnare av etapp 5 (ITT) i Tirreno-Adriatico 1982 Vinnare totalt av Costa del Azahar Vinnare av prologen (ITT) |

## Meriter – bana
| 1974 Världsmästare i individuellt förföljelselopp 1975 Världsmästare i individuellt förföljelselopp 1976 2:a i individuellt förföljelselopp 1978 2:a i individuellt förföljelselopp 1974/1975 Vinnare av Berlins sexdagars med René Pijnen | 1974/1975 3:a i madison med Sigi Renz 3:a i omnium Individuellt förföljelselopp: 1974, 1975, 1976, 1977, 1978, 1980 Omnium: 1975 50 km: 1975 |